# Tholós (ort i Grekland)
Tholós (Tholos) är en ort i Grekland.   Den ligger i prefekturen Nomós Serrón och regionen Mellersta Makedonien, i den nordöstra delen av landet, 300 km norr om huvudstaden Aten. Tholós ligger 69 meter över havet och antalet invånare är 776.
Terrängen runt Tholós är platt åt sydväst, men åt nordost är den kuperad.Runt Tholós är det ganska glesbefolkat, med 34 invånare per kvadratkilometer. Närmaste större samhälle är Néa Zíchni, 5,3 km nordost om Tholós. Trakten runt Tholós består till största delen av jordbruksmark.